# Lotta Engberg
Lotta Engberg (n. 5 martie 1963, Överkalix, Norrbotten⁠(d), Comitatul Norrbotten, Suedia) este o cântăreață din Suedia. A reprezentat țara la Eurovision 1987 și a ieșit pe locul 12.

## Discografie
- Fyra Bugg & en Coca Cola (1987)
- Fyra Bugg & en Coca Cola och andra hits (2003)
- Kvinna & man (Lotta Engberg & Jarl Carlsson, 2005)
- världens bästa lotta (2006)
- Jul hos mig (2009)
- Lotta & Christer (2012, Lotta Engberg & Christer Sjögren)